# Women Make Waves
 (septembre 2024).
 (septembre 2024).
Le Women Make Waves Int'l Film Festival, Taiwan (WMWFF), fondé en 1993 sous le nom de Women Make Waves Film Festival, est le deuxième plus ancien festival international du film à Taiwan après le Golden Horse Film Festival. Il s'agit également du plus ancien festival de films thématiques de Taïwan. Les conservateurs et l'équipe de sélection choisissent une centaine d'œuvres exceptionnelles ayant une conscience féminine, élargissant ainsi les horizons créatifs des femmes grâce à une observation internationale des images de genre et servant de plate-forme d'échange entre les femmes cinéastes de Taïwan et du reste du monde.
Afin d'encourager les créatrices de vidéos à Taïwan, le Festival du film de femmes organise le Prix de la compétition de Taïwan depuis 2014 et a invité des chercheurs, des cinéastes et des réalisateurs renommés à sélectionner les œuvres gagnantes pendant le festival, les lauréats précédents étant Huang Hui-Tao, Lin Li-Fang et Li Yi-Shan. Après le festival en octobre de chaque année, le Festival du film de femmes continue à parcourir le pays dans le nord, le centre, le sud, l'est et les îles périphériques, en organisant des projections avec les cinémas locaux, les communautés, les écoles et les lieux artistiques et culturels, afin de rendre les images de genre disponibles dans tout le pays, dans l'espoir de combler le fossé entre les zones urbaines et rurales en termes d'éducation à l'image, et de promouvoir l'égalité des sexes et l'esthétique des images par le biais de projections et de symposiums.